# 洛恩里奇 (伊利諾伊州)
洛恩里奇（英語：Lawn Ridge）是位於美國伊利諾伊州皮奧里亞縣的一個非建制地區。該地的面積和人口皆未知。

## 地理
洛恩里奇的座標為40°58′26″N 89°37′45″W / 40.97389°N 89.62917°W，而該地的平均海拔高度為253米（即830英尺）。